# John Pyper-Ferguson
Pour les articles homonymes, voir John Ferguson (homonymie), Pyper et Ferguson.
John Pyper-Ferguson est un acteur australo-canadien, né le 27 février 1964 à Mordialloc (Victoria, Australie).

## Filmographie

### Cinéma
- 1987 : Hello Mary Lou: Prom Night II : Eddie Wood
- 1988 : Schyzon Dream : Stan Fraker
- 1989 : Bye Bye Blues : Duncan
- 1990 : Ski School : Erich Blor
- 1990 : Comme un oiseau sur la branche : Jamie
- 1991 : Showdown at Williams Creek : Vowell
- 1992 : Meurtre dans l'objectif : Max Oliver
- 1992 : Impitoyable : Charley Hecker
- 1992 : Stay Tuned : 30 Something to Life
- 1993 : La Garce (Love, Cheat & Steal) : Collins
- 1994 : Every Breath : Hal
- 1994 : The Road Killers : Hauser
- 1995 : Frank and Jesse (en) de Robert Boris : Clell Miller
- 1996 : Hard Core Logo : John Oxenberger
- 1996 : Somebody Is Waiting : Davis
- 1997 : Space Marines (en) de John Weidner : Colonel Fraser
- 1997 : At the Hands of Another : Tab Michales
- 1997 : McHale's Navy : y a-t-il un commandant à bord ? : l’acolyte
- 1997 : Drive : Vic Madison
- 1997 : Les Sexton se mettent au vert : Henner Lapp
- 1999 : I'll Take You There : Ray
- 2001 : Lonesome : Tom Lowless
- 2001 : Pearl Harbor : l'officier de la marine
- 2003 : The Wind Effect : Jake Porter
- 2003 : Betraying Reason : Black Bart
- 2005 : Vancouver : le comptable
- 2005 : Black Dawn : James Donovan
- 2005 : Fishbowl : le sans-abris
- 2006 : She's the Man d'Andy Fickman : Roger
- 2006 : X-Men : L'Affrontement final : le père de Minivan
- 2009 : Hungry Hills : Kane
- 2010 : Tekken : Bonner
- 2010 : Die, le châtiment : Jacob Odessa
- 2010 : Score: A Hockey Musical : Donker
- 2010 : A Night for Dying Tigers : Russell
- 2011 : Drive de Nicolas Winding Refn : Redneck barbu
- 2011 : Born to Race d'Alex Ranarivelo : Frank Krueger
- 2014 : The Remaining de Casey La Scala : le pasteur Shay
- 2014 : Wolves de David Hayter : « Wild Joe »
- 2024 : The Grill (La cocina) d'Alonso Ruizpalacios : Vago

### Télévision

#### Téléfilms
- 1987 : American Harvest : Ricky
- 1992 : Home Movie : Bernard
- 1992 : Week-end meurtrier : Robert Logan
- 1993 : Tremblement de terre à San Francisco : Greg Helm
- 1995 : La Croisée des destins : Sonny Boy
- 1996 : Unité spéciale : Alerte nucléaire (Downdraft) : Spike
- 1998 : The Warlord: Battle for the Galaxy : Heenoc Xian
- 1998 : La Tempête : Gator Man
- 2001 : The Waiting Game : Carl
- 2002 : Une femme de haut vol : Gabriel Wingfield
- 2004 : Le Fantôme de Noël (Angle in the Family) de Georg Stanford Brown : Alex
- 2006 : Pour le cœur d'un enfant (For the Love of a Child) de Douglas Barr : Richard
- 2012 : Hannah's Law de Rachel Talalay : Frank McMurphy
- 2013 : Battlestar Galactica: Blood and Chrome de Jonas Pate : Xander Toth

#### Séries télévisées
- 1979 : Le Vagabond (The Littlest Hobo) (1 épisode)
- 1986 : Hamilton's Quest : Sonny Hamilton (1 épisode)
- 1987 : Brigade de nuit : John Edwards (1 épisode)
- 1988 : Rintintin junior (1 épisode)
- 1989 : War of the Worlds : le deuxième mutant alien (1 épisode)
- 1990 : The Campbells (en) : Harry Thorpe (1 épisode)
- 1990 : 21 Jump Street : le dealer et Joshua (2 épisodes)
- 1990-1991 : Le Ranch de l'espoir (en) (Neon Rider) : Det Miller et Zak (2 épisodes)
- 1990-1991 : Les Deux font la loi August Fox et Lonny Gibbons (2 épisodes)
- 1991 : Mom P.I. (en) (1 épisode)
- 1991 : MacGyver : Scott Barlett (1 épisode)
- 1992 : L'As de la crime : Cory McBride (1 épisode)
- 1992 : Lightning Force : Malcolm (1 épisode)
- 1992 : Star Trek : La Nouvelle Génération : Eli Hollander (1 épisode)
- 1993 : Enquête privée : Bruce Johnson (1 épisode)
- 1993 : Walker, Texas Ranger : Critter (1 épisode)
- 1993-1994 : Brisco County : Peter Hutter (7 épisodes)
- 1994 : Viper : Ray Bollo (1 épisode)
- 1994 : Highlander : Brian Cullen (1 épisode)
- 1995 : The Watcher (en) (1 épisode)
- 1995 : University Hospital : Cal Chaney (1 épisode)
- 1995 : Vanishing Son (1 épisode)
- 1995 : Legend : Jack McCall (1 épisode)
- 1995 : Lonesome Dove: The Outlaw Years : Earl Hastings (1 épisode)
- 1995 : The Client : Hawkins (1 épisode)
- 1995-1997 : X-Files : Aux frontières du réel : John Kresge et Paul (3 épisodes)
- 1996-1998 : Nash Bridges : Zack Spears (2 épisodes)
- 1996-2001 : Au-delà du réel : L'aventure continue : Brian Chason et Dr Kenneth Vaughn (2 épisodes)
- 1997 : The Sentinel : Dawson Quinn (1 épisode)
- 1997-1998 : Millennium : Ben Fisher et Jim (2 épisodes)
- 1997-1998 : Poltergeist : Les Aventuriers du surnaturel : Baron de Rais et Nicholas Oldman (2 épisodes)
- 1998 : Viper : agent Harper (1 épisode)
- 1998-1999 : The Crow : Jason Danko et Top Dollar (2 épisodes)
- 1999 : Harsh Realm : John Cabot (1 épisode)
- 1999-2001 : Jack and Jill : Kevin et le patron de Mikey (4 épisodes)
- 2000 : Arliss : Aaron (1 épisode)
- 2000 : Urgences : Tom Coggins (1 épisode)
- 2000-2001 : Les Associées : Jake Blumenthal (3 épisodes)
- 2000-2010 : Les Experts : William Byrne et le mari (2 épisodes)
- 2001 : Gideon's Crossing : Tim Palmer (1 épisode)
- 2001 : Le Protecteur : Jerry (1 épisode)
- 2001 : Amy : Paul Granson (1 épisode)
- 2002 : Associées pour la loi : James Shaw (1 épisode)
- 2002 : Mentors : Butch Cassidy (1 épisode)
- 2003 : Tom Stone : Maurice Washington (1 épisode)
- 2003 : 24 heures chrono : Premier détenu (1 épisode)
- 2003-2004 : Jeremiah : Gabriel Sims (6 épisodes)
- 2004 : FBI : Opérations secrètes : Carl (1 épisode)
- 2004 : Division d'élite : Bob Pringle (1 épisode)
- 2005 : Smallville : Dr William McBride (1 épisode)
- 2005 : Les Experts : Miami : Eddie Michaelson (1 épisode)
- 2005 : Into the West : Josiah Bell (1 épisode)
- 2005 : The Closer : L.A. enquêtes prioritaires : Andy Osterman (saison 1, épisode 3)
- 2005 : Killer Instinct : Sean Landry (1 épisode)
- 2005-2006 : Battlestar Galactica : Cole Taylor (2 épisodes)
- 2005-2006 : Night Stalker : Le Guetteur : Bernard Fain (3 épisodes)
- 2006 : Dernier Recours : Michael Solletti (1 épisode)
- 2006-2007 : Brothers and Sisters : Joe Whedon (28 épisodes)
- 2007 : Cane : Hudson (3 épisodes)
- 2007 : Everest : Roger Marshall (4 épisodes)
- 2008 : Cold Case : Affaires classées : Pete Doyle (1 épisode)
- 2008 : The L Word : Michael Angelo (1 épisode)
- 2008 : Fear Itself : Rowdy Edlund (1 épisode)
- 2009 : Terminator : Les Chroniques de Sarah Connor : George McCarthy (1 épisode)
- 2009 : Bones : Landis Collar (1 épisode)
- 2009 : Mental : Andy Foito (1 épisode)
- 2009 : Lie to Me : Jamie Cowley (1 épisode)
- 2009 : Flashpoint : Charles Stewart (1 épisode)
- 2010 : Esprits criminels : Wilson Summers (1 épisode)
- 2010 : Lost : Les Disparus : Bocklin (1 épisode)
- 2010 : Rookie Blue : Dean (1 épisode)
- 2010 : FBI : Duo très spécial : Edgar Halbridge et Steve Price (1 épisode)
- 2010 : Dark Blue : Unité infiltrée : Kyle Erikson (1 épisode)
- 2010 : Caprica : Tomas Vergis (6 épisodes)
- 2010 : Castle : Dean Donegal (1 épisode)
- 2011 : Hellcats (1 épisode)
- 2011-2012 : Alphas : Stanton Parrish (10 épisodes)
- 2011 : Fringe : John McClennan (saison 4, épisode 2)
- 2012 : Less Than Kind : Jack (3 épisodes)
- 2012 : The Firm : Jim Thorne (saison 1, épisode 11)
- 2012 : Longmire : Leland (saison 1, épisode 8)
- 2012 : Grimm : Hayden Walters (saison 2, épisode 3)
- 2013 : Once Upon a Time : Kurt Flynn (saison 2, épisode 17)
- 2013 : Deception : Wyatt Scott (5 épisodes)
- 2013 : Motive : Charles Stanwyck (saison 1, épisode 8)
- 2013 : Burn Notice : James Kendrick (6 épisodes)
- 2014-2018 : The Last Ship : Tex Nolan (25 épisodes - en cours)
- 2015-2016 : Suits : Avocats sur mesure : Jack Soloff (13 épisodes)
- 2017 : Marvel : Les Agents du SHIELD : Terrence Shockley
- 2017-2020 : The 100 : Bill Cadogan / "The Shepherd" (saison 4, épisode 3, Invité; saison 7, rôle récurrent, 9 épisodes)

## Distinctions

### Nominations
- Primetime Emmy Award 1997 : Meilleur acteur invité dans une série télévisée dramatique pour son rôle de Brian Cuellen dans l'épisode Descente aux Enfers de la série Highlander

## Voix françaises
En France, Laurent Mantel et Éric Legrand sont les voix françaises régulières de John Pyper-Ferguson.
Au Québec, l'acteur est doublé par plusieurs comédiens.